# Brembio
Brembio är en ort och kommun i provinsen Lodi i regionen Lombardiet i Italien. Kommunen hade 2 720 invånare (2018).